# João do Rio

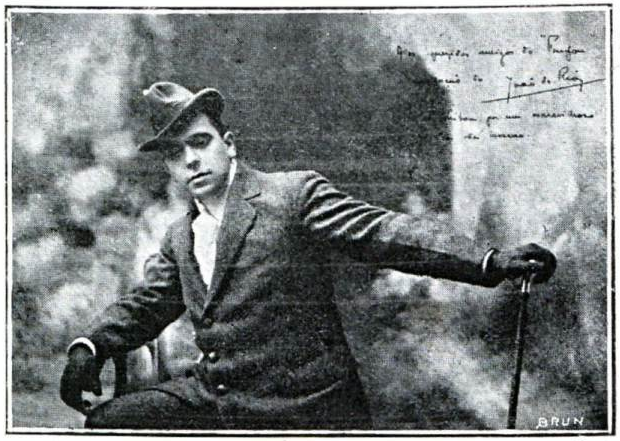
João do Rio 1909

João do Rio, eigentlich João Paulo Emilio Cristóvão dos Santos Coelho Barreto (auch unter Coelho Barreto gelistet),  (* 5. August 1881 in Rio de Janeiro; † 23. Juni 1921 ebenda) war ein brasilianischer Journalist, Chronist, Übersetzer und Theaterwissenschaftler.

## Leben
Ab 1896 besuchte er das  Ginásio Nacional, heute Colégio Pedro II. Drei Jahre später veröffentlichte er im Jahr 1899 seinen ersten Text. 1903 begann er in der Gazeta de Notícias als Journalist, wo er bis ins Jahr 1913 arbeitete. Seine regelmäßigen Beiträge brachte er später als Buch heraus. 1906 debütierte er mit seinem ersten Theaterstück „Chic Chic“, das er in Zusammenarbeit mit dem Journalisten J. Brito geschrieben hatte, sein Stück Clotilde wurde 1907 im Theater Recreio Dramático inszeniert. Nach einer Europareise 1908, wo er Portugal, London und Paris besuchte, brachte er ein Kinderbuch mit dem Titel „Era uma vez …“ (Es war einmal …) heraus. 1910 wurde er auf den Stuhl Cadeira 26 der Academia Brasileira de Letras gewählt.
Oscar Wildes Buch Intentions erschien 1912 in einer Übersetzung von ihm. Während seiner dritten Europareise 1913 wird in Lissabon sein Stück „A Bela Madame Vargas“ (Die schöne Madame Vargas) erfolgreich inszeniert. 1917 schrieb er für die Zeitung O Paiz eine Chronik mit dem Titel Praia Maravilhosa (Wunderschöner Strand), in der er die Schönheiten und Begebenheiten des Strandes von Ipanema schilderte. Zudem gründete er die SBAT (Brasilianische Gesellschaft für Dramatiker).
1918 reiste do Rio abermals nach Europa, um die Waffenstillstandskonferenz in Versailles nach dem Ersten Weltkrieg zu beobachten. Sein Erzählband „A mulher e os espelhos“ (Die Frau und die Spiegel) erschien 1919. 1920 gründete er die Zeitung A Patria (Das Vaterland), in der er die Belange der portugiesischen Kolonie in Rio de Janeiro verteidigte. Er starb 1921 an einem Herzinfarkt.

## Werke (Auswahl)
- As religiões do Rio, Paris: Garnier, 1904
- O momento literário,  Paris: Garnier, 1905
- Era uma vez..., Rio de Janeiro, Francisco Alves, 1909.
- Fados, canções e danças de Portugal, Paris: Garnier, 1910.
- Dentro da noite,  Paris: Garnier, 1910
- Vida vertiginosa Paris: Garnier, 1911.
- Portugal d'agora, Paris: Garnier, 1911.
- A bela madame Vargas,  Rio de Janeiro: Briguiet, 1912
- Crônicas e frases de Godofredo de Alencar,  Lissabon Bertrand, 1916?
- Nos tempos de Venceslau, Rio de Janeiro: Villas Boas, 1917.
- Sésamo, Rio de Janeiro: Francisco Alves, 1917.
- A mulher e os espelhos,  Lissabon: Portugal-Brasilien, 1919
- Na conferência da Paz, Rio de Janeiro: Villas Boas, 1919–20.

## Rezension
Michael Rössner schreibt in seinem Buch Literarische Kaffeehäuser, Kaffeehausliteraten über ihn: Die Stärke der Romane João do Rios liegt in seiner unentschiedenen dekadenten Sichtweise, die mit spielerischem Scharfblick auch die Schattenseiten des Rios der Jahrhundertwende aufdeckt. In den Anmerkungen heißt es: Der lange vernachlässigte Autor erlebt zurzeit eine neue Wertschätzung, wie nicht nur das Interesse der literaturhistorischen Forschung belegt, sondern auch die Neuauflage seiner Werke bezeugt.